# Shaxram Gʻiyosov
Shaxram Djamshedovich Gʻiyosov, auch Shahram Giyasov und Shakhram Giyasov (* 7. Juli 1993 in Buxoro), ist ein usbekischer Profiboxer im Weltergewicht, der vom unabhängigen Ring Magazine auf Platz 7 der Weltrangliste geführt wird (Stand: Oktober 2024). Als Amateur gewann er unter anderem die Silbermedaille bei den Olympischen Spielen 2016 in Rio de Janeiro und die Goldmedaille bei der Weltmeisterschaft 2017 in Hamburg.

## Amateurkarriere
Gʻiyosov gewann im Halbweltergewicht 2014 die Goldmedaille bei der Universitätsweltmeisterschaft in Jakutsk und wurde 2015 Usbekischer Meister im Weltergewicht. Er gewann im April 2016 mit Siegen gegen Ryūji Saitō, Dong-Jin Lee, Eumir Marcial und Sailom Adi die asiatische Olympiaqualifikation im chinesischen Qian’an und startete dann bei den Olympischen Spielen 2016 in Rio de Janeiro, wo er gegen Youba Sissokho, Eimantas Stanionis, Roniel Iglesias und Mohammed Rabii gewann, ehe er erst im Finalkampf gegen Danijar Jeleussinow unterlag.
2017 gewann er mit einem Finalsieg gegen Abylaichan Schüssipow die Asienmeisterschaft in Taschkent und konnte mit Siegen gegen Jewhen Barabanow, Pat McCormack, Abylaichan Schüssipow und Roniel Iglesias auch die Weltmeisterschaft in Hamburg gewinnen. Zudem boxte er von 2016 bis 2017 für das usbekische Team Uzbek Tigers in der World Series of Boxing und wurde vom Asiatischen Boxverband ASBC zu Asiens Boxer des Jahres gewählt.
2021 unterbrach er seine Profilaufbahn zur Teilnahme im Halbmittelgewicht an der Weltmeisterschaft in Belgrad, wo er in der Vorrunde gegen Aslanbek Shymbergenov ausschied.

## Profikarriere
Im März 2018 unterzeichnete er einen Profivertrag bei World of Boxing von Andrei Rjabinski und im April 2019 einen Co-Promotionsvertrag mit Matchroom Boxing USA von Eddie Hearn.
Sein bislang bedeutendster Sieg gelang ihm am 24. August 2019 in Mexiko durch KO in der ersten Runde gegen Darleys Pérez. Er wurde zu diesem Zeitpunkt von Joel Díaz trainiert.